# Aartsdiakonaat Brabant
Het aartsdiakonaat Brabant was de naam van twee kerkelijke geografische eenheden binnen twee naburige bisdommen, namelijk het bisdom Kamerijk en het bisdom Luik. Beide hielden op te bestaan na de reorganisatie van de bisdommen in de Nederlanden in 1559.
Het hertogdom Brabant was sinds mensenheugenis kerkelijk verdeeld tussen het bisdom Kamerijk in het westen en zuiden, en het bisdom Luik in het noorden en het oosten. Beide bisdommen waren uitgebreid en onveranderd sinds Gallo-Romeinse tijden, daarom was de oprichting van een bestuurslaag tussen de dekenaten en het bisdom nodig. Aldus werden de aartsdiakonaten opgericht.

## Aartsdiakonaat Brabant in Kamerijk
Het aartsdiakonaat Brabant komt voort uit enkele dekenaten van het aartsdiakonaat Haspengouw, namelijk Zoutleeuw, Leuven, Geldenaken en Hozémont, maar is desalniettemin een van de oorspronkelijke aartsdiakonaten van het bisdom Kamerijk. In 1272 splitste het aartsdiakonaat echter op in een aartsdiakonaat West-Brabant en een aartsdiakonaat Brussel. Het nieuwe aartsdiakonaat West-Brabant zou later weer gewoon aartsdiakonaat Brabant genoemd worden, doch geografisch een kleinere omvang kennen.
Met de stichting van het aartsbisdom Mechelen in 1559 kwamen de dekenaten Zoutleeuw en Leuven rechtstreeks onder het nieuwe aartsbisdom te vallen.

## Aartsdiakonaat Brabant in Luik
Waar het aartsdiakonaat Brabant van Kamerijk het zuidwestelijke deel omvatte, omvatte het aartsdiakonaat Brabant van Luik het noordoostelijke deel van het hertogdom Brabant.